# Phoroctenia
Phoroctenia is een muggengeslacht uit de familie van de langpootmuggen (Tipulidae).

## Soorten
- P. vittata (Meigen, 1830)
- P. vittata angustipennis (Loew, 1872)
- P. vittata vittata (Meigen, 1830)